# Sein und Zeit (The X-Files)
«Sein und Zeit» es el décimo episodio de la séptima temporada de la serie de televisión de ciencia ficción The X-Files. Se estrenó en la cadena Fox el 6 de febrero de 2000 en Estados Unidos. El episodio fue escrito por Chris Carter y Frank Spotnitz, y dirigido por Michael Watkins. El episodio ayudó a explorar la mitología general de la serie. «Sein und Zeit» obtuvo una calificación Nielsen de 8,4, siendo visto por 13,95 millones de personas en su transmisión inicial. Recibió críticas mixtas a positivas de los críticos.
El programa se centra en los agentes especiales del FBI Fox Mulder (David Duchovny) y Dana Scully (Gillian Anderson), quienes trabajan en casos relacionados con lo paranormal, llamados expedientes X. Mulder cree en lo paranormal, mientras que la escéptica Scully ha sido asignada para desacreditar su trabajo. En este episodio, Mulder se obsesiona con varios niños que han desaparecido mientras investigaba la extraña desaparición de una niña de su casa. Mientras tanto, Scully teme que esté emocionalmente involucrado debido a la desaparición de su hermana 27 años antes. Sus temores aumentan cuando la madre de Mulder muere, aparentemente por suicidio.
«Sein und Zeit» fue escrito como la primera parte de un arco de dos partes que finalmente revelaría lo que le había sucedido a Samantha Mulder. El productor ejecutivo Frank Spotnitz señaló más tarde que el episodio tenía similitudes estilísticas con el episodio de la cuarta temporada «Paper Hearts». Varios problemas de producción plagaron el episodio, incluido el arresto de un miembro de la tripulación que fue acusado de un posible secuestro y la falta de dinero necesario para la escena del noticiero falso al final del episodio. El título del episodio, «Sein und Zeit», es una referencia a la obra más conocida de Martin Heidegger y significa «Ser y tiempo» en alemán.

## Argumento
Fox Mulder (David Duchovny) pide ser parte de la investigación en busca de una niña, Amber Lynn LaPierre, que desapareció de su casa en Sacramento, California. El superior de Mulder, Walter Skinner (Mitch Pileggi), inicialmente niega su solicitud, señalando que la investigación no es un expediente X, sino simplemente un caso de personas desaparecidas. Mulder, sin embargo, convence a Skinner para que le permita investigar. Los padres de Amber, Billie y Bud le dicen a Mulder que encontraron una nota en la habitación de la niña, pero el adelanto del episodio reveló que la nota fue escrita por la propia Billie. La nota contiene una mención de Santa Claus, que todo el mundo encuentra fuera de lugar. Aunque la familia está retenida para ser interrogada, Mulder no cree que lo hayan hecho. Al revisar casos anteriores, Mulder encuentra una nota similar, con una referencia a Santa Claus, de un caso de persona desaparecida en Idaho de 1987. En el caso, la madre fue declarada culpable y sentenciada a doce años. El expediente señala que tuvo una visión de su hijo muerto antes de que desapareciera, al igual que Bud la noche en que desapareció su hija.
Mientras tanto, la madre de Mulder, Teena, es encontrada muerta en su casa. Se descubre que tomó una sobredosis de pastillas para dormir después de que quemó todas sus fotos de Samantha y colocó cinta adhesiva alrededor de los zócalos y encendió el gas en el horno. Mulder cree que fue asesinada y pide a Dana Scully (Gillian Anderson) que le haga una autopsia. Más tarde, Mulder visita a la madre que fue condenada doce años antes. Ella le dice que Samantha es un walk-in, un espíritu bondadoso que se lleva a los niños para protegerlos de posibles daños en su vida. La madre le dice a Mulder que los niños están a salvo, pero no tiene idea de dónde están. Después de escuchar esto, Mulder cree que su madre probablemente también escribió una nota después de la desaparición de su hermana. Comienza a pensar que la abducción extraterrestre nunca sucedió y que su madre se dio cuenta de esto, razón por la cual fue asesinada. Sin embargo, luego de realizar la autopsia, Scully le dice a Mulder que definitivamente fue un suicidio, pues estaba enferma de carcinoma de Paget.
Durante los acontecimientos del episodio, se muestra a un hombre que juega a Santa en un rancho con tema navideño grabando en video a los niños en su rancho. Más tarde, Billie le dice a Mulder que vio una visión de su hija en su habitación y que dijo el número 74. Mulder decide que no puede terminar el caso y quiere tomarse un tiempo libre porque está demasiado cerca para hacer un juicio sólido. De camino al aeropuerto, Scully se encuentra con el parque Santa (situado en la ruta 74 del estado de California) y decide detenerse debido a las referencias a Santa Claus en las notas. Aquí encuentran la configuración de una grabadora de video y cintas que datan de la década de 1960, incluida una de Amber Lynn LaPierre. El hombre que dirige el parque es arrestado de inmediato y Mulder encuentra tumbas de niños por todo su rancho.

## Producción

### Escritura
Aunque tanto el episodio de la cuarta temporada «Paper Hearts» como el episodio de la quinta temporada «Redux II» se habían ocupado de posibles explicaciones del destino de Samantha Mulder, el problema aún no se había resuelto cuando la serie pasó a su séptima temporada. El reador de la serie Chris Carter era muy consciente de que la séptima temporada podría haber sido la última del programa, por lo que decidió que con «Sein und Zeit», el programa comenzaría a concluir la historia. Explicó: «La expectativa era que si esta iba a ser la temporada final, el final sería sobre la hermana de Mulder. Queríamos lidiar con eso más temprano que tarde. Queríamos terminar la historia emocional de Mulder con su hermana y hacerlo de tal manera que enfatice las habilidades dramáticas [de David Duchovny]».
El productor ejecutivo Frank Spotnitz sintió que el episodio tenía similitudes estilísticas con «Paper Hearts». Sin embargo, a diferencia de ese episodio, «Sein und Zeit» y su segunda parte «Closure» se propusieron responder realmente a la pregunta sobre la desaparición de Samantha. Spotnitz explicó más tarde, «es similar [...] en el sentido de que lo que siempre pensaste que le sucedió a Samantha puede no haber sucedido realmente. “Paper Hearts” nunca responde la pregunta en última instancia. Hemos tenido personas que se nos acercan y dicen: “Está bien, sabemos que está realmente muerta, entonces, ¿qué pasó?” Así que decidimos en este responder a la pregunta». El título del episodio es una referencia a la obra seminal de Martin Heidegger del mismo nombre, que en alemán significa «Ser y tiempo».

### Problemas en la producción
Varios incidentes obstaculizaron la producción del episodio, el primero de los cuales giró en torno a una nota de rescate falsa que incluía la línea amenazante «No hagas nada o mataremos a tu bebé». El departamento de utilería había diseñado este documento para la escena en la que la Sra. LaPierre escribe automáticamente el mensaje del secuestrador. Más tarde, un miembro del equipo del programa llevó la nota (incluida en una carpeta con otros documentos) a un teléfono público antes de conducir hasta el lugar de la filmación y, después de su llamada, se olvidó de recoger la carpeta. Una persona que observaba a este sospechó de su comportamiento y llamó a la policía. Posteriormente, el miembro del equipo se dio cuenta de su error y volvió a recuperar la nota, donde fue arrestado de inmediato. El director Kim Manners luego calificó la situación de «desastre».
El segundo evento importante que obstaculizó la producción involucró la falta de dinero. Cuando la producción de «Sein und Zeit» estaba terminando, el equipo de producción agotó todos sus fondos. Sin embargo, había una escena crítica que aún necesitaba ser filmada: una breve secuencia de un presentador de noticias de televisión informando sobre los eventos del episodio. Para superar el problema, el productor Paul Rabwin se puso creativo; evitó pedirle a Fox más dinero y, en cambio, se acercó a Robert Penfold, un corresponsal de televisión local con sede en Los Ángeles. Rabwin le pidió a Penfold que «“donara” el informe de noticias necesario a cambio de tener una oportunidad de estar en The X-Files», una oferta que Penfold aceptó felizmente. Según Rabwin, «Fuimos a la configuración de su estudio, insertamos una imagen de una sala de redacción ocupada detrás del corresponsal, agregamos algunas fotos de los niños secuestrados y tuvimos nuestra escena».

## Emisión y recepción
«Sein und Zeit» se emitió por primera vez en los Estados Unidos el 6 de febrero de 2000. Este episodio obtuvo una calificación Nielsen de 8,4, con una participación de 12, lo que significa que aproximadamente el 8,4 por ciento de todos los hogares equipados con televisión y el 12 por ciento de hogares que miraban la televisión, estaban sintonizados en el episodio. Fue visto por 13,95 millones de espectadores. Fox promocionó el episodio con el lema «Se van a la cama. Y se han ido para siempre». El episodio se incluyó más tarde en The X-Files Mythology, Volume 3 – Colonization, una colección de DVD que contiene episodios relacionados con los planes de los colonizadores extraterrestres para apoderarse de la tierra.
Emily VanDerWerff de The A.V. Club otorgó al episodio una «A−» y lo calificó como una «muy, muy buena pieza de televisión». Estaba particularmente complacida con la severidad de la historia; señaló que se trataba en gran parte de la forma en que el «sistema de creencias de Mulder [es] erradicado ante sus propios ojos» después del suicidio de su madre. VanDerWerff también se mostró complacido con la actuación de Duchovny y escribió que «aporta la intensa manía a Mulder que siempre ha hecho que el personaje funcione de la mejor manera». A pesar de esto, criticó levemente el concepto de «walk-ins», al que calificó de «evidentemente ridículo». Rich Rosell de DigitallyObsessed.com otorgó al episodio 4,5 de 5 estrellas y escribió que mientras «Chris Carter escribió este episodio, [y] sus intentos de clarificar su propia mitología confundida son a menudo más confusos que reveladores, “Sein Und Zeit” es una entrega tensa, y conduce claramente a la supuesta recapitulación en la segunda mitad». Tom Kessenich, en su libro Examinations, le dio al episodio una crítica en gran parte positiva, escribiendo «“Sein Und Zeit” no solo sirvió como un recordatorio del dolor continuo de Fox Mulder, proporcionó otra pista de que, aunque su viaje está a punto de terminar, The X-Files aún sabe cómo hacer que el viaje sea placentero». Robert Shearman y Lars Pearson, en su libro Wanting to Believe: A Critical Guide to The X-Files, Millennium & The Lone Gunmen, calificó el episodio con cinco estrellas de cinco. Los dos calificaron el episodio como «un regreso bienvenido a X-Files que no hemos visto en mucho tiempo: duro, apasionado y con una historia urgente que contar. Desde donde estoy sentado, en medio de una temporada mediocre, esto huele fuertemente a una obra maestra».
Otras críticas fueron menos elogiosas. Paula Vitaris de Cinefantastique le dio al episodio una crítica mixta y le otorgó dos estrellas de cuatro. Vitaris escribió, «hay algunos momentos poderosos y conmovedores en “Sein und Zeit”, pero otros que fallan tanto que duele pensar en lo que podría haber sido este episodio». Kenneth Silber de Space.com, aunque elogió el enfoque en Samantha Mulder, criticó la lentitud del episodio y escribió: «Si bien se agradece mucho la reversión de la serie a su tema central, este episodio se desarrolla con una desafortunada lentitud que hace poco para satisfacer los siete años de picazón que muchos espectadores de X-Files han llegado a sentir en respuesta a los episodios del monstruo de la semana y los suspensos de la mitología».